# Mezsgorje
Mezsgorje (oroszul: Межгорье) zárt város Oroszországban, a Baskír Köztársaságban.

## Népesség
- 2002-ben 19 082 lakosa volt, melyből 10 715 orosz, 4980 baskír, 1633 tatár, 598 ukrán, 116 fehérorosz, 79 csuvas, 62 mordvin, 44 mari, 25 udmurt.
- 2010-ben 17 352 lakosa volt, melyből 8945 orosz, 4165 baskír, 1201 tatár, 378 ukrán, 76 fehérorosz, 56 csuvas, 48 mordvin, 35 mari, 10 udmurt.